# 웽치나

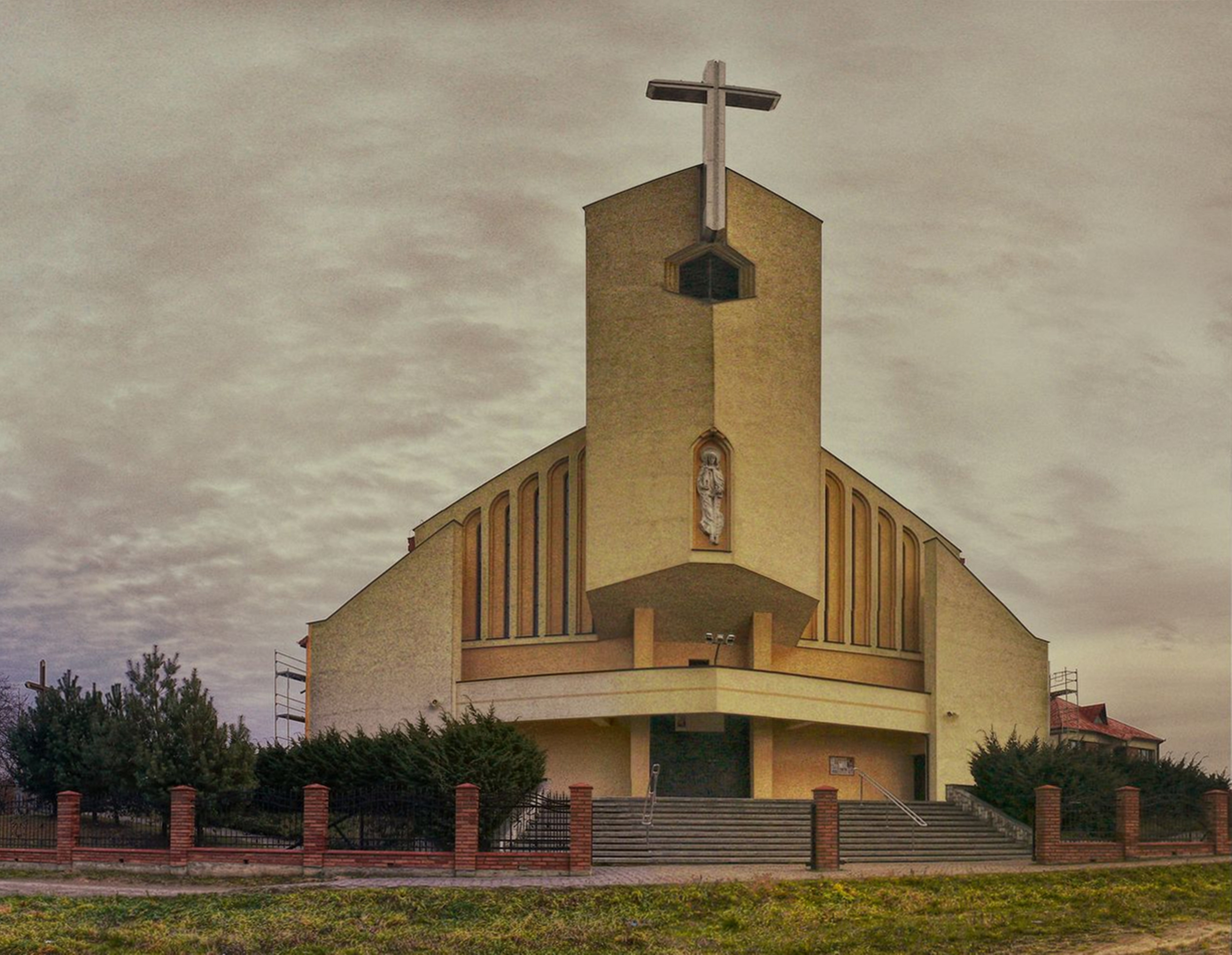
웽치나

웽치나(폴란드어: Łęczna)는 폴란드 루블린주에 위치한 도시로 면적은 11.00km2, 인구는 11,345명(2006년 기준)이다.

시 문장